# 德勒戈埃什蒂鄉 (雅洛米察縣)
44°34′N 26°33′E / 44.567°N 26.550°E
德勒戈埃什蒂鄉（羅馬尼亞語：Comuna Drăgoești, Ialomița），是羅馬尼亞的鄉份，位於該國南部，由雅洛米察縣負責管轄，面積47平方公里，海拔高度59米，2007年人口928，人口密度每平方公里20人。